# Konrad von der Mark

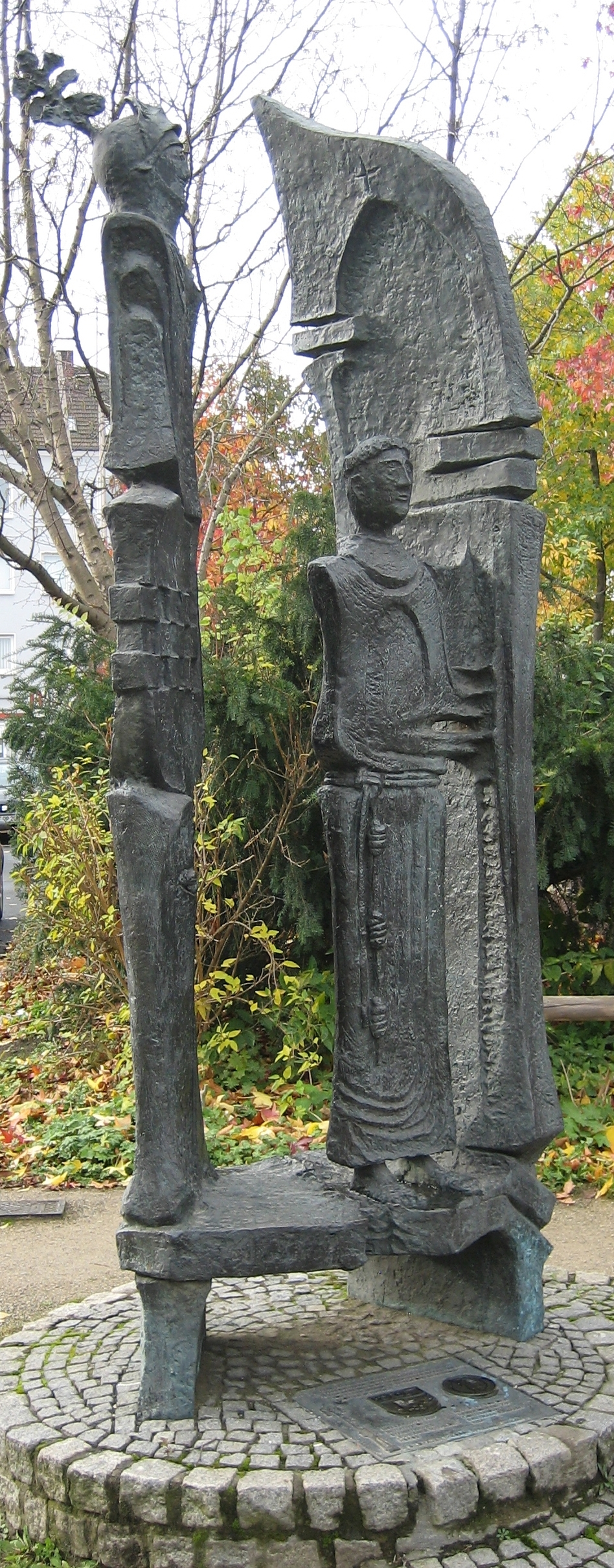
Denkmal für Konrad von der Mark auf dem Hörder Marktplatz

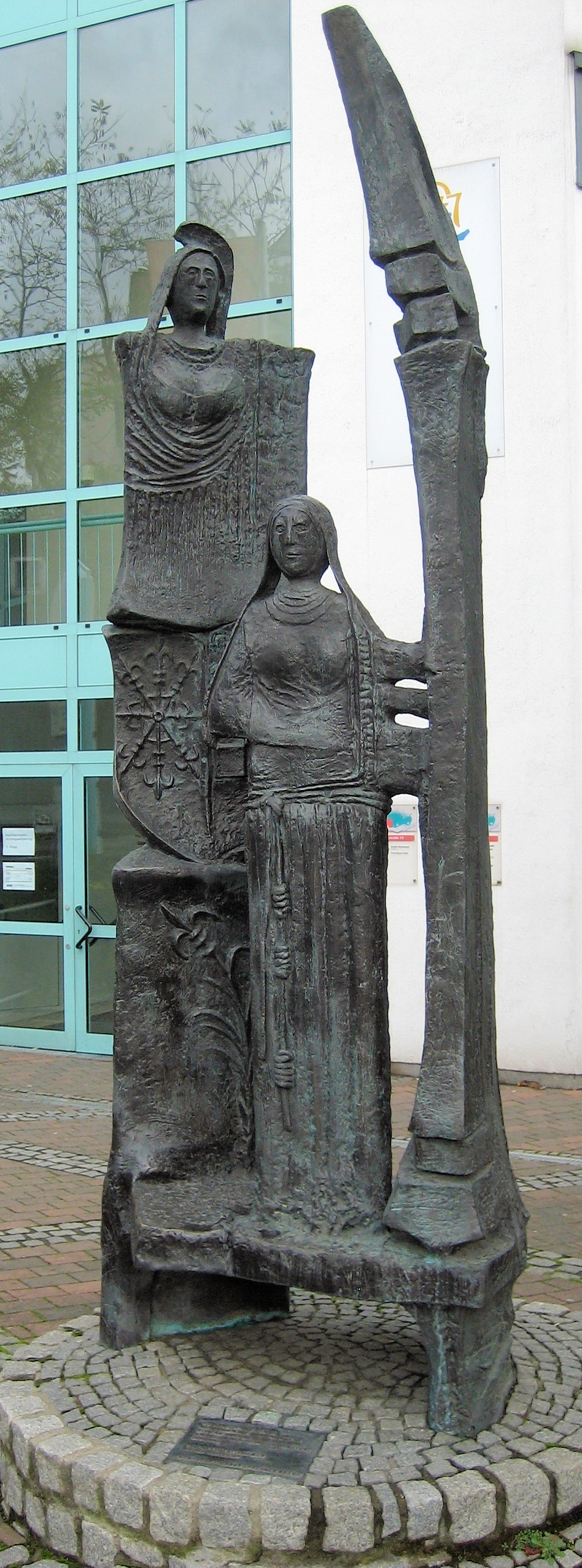
Denkmal für Elisabeth von Kleve gegenüber dem Hörder Marktplatz

Konrad von der Mark (* zwischen 1291 und 1294; † 14. März 1353) war Ritter, Ordensbruder und Klostergründer. 1339 stiftete er dem Klarissen-Orden das Kloster Clarenberg in dem heutigen Ortsteil Hörde. 1340 verlieh er Hörde die Stadtrechte.

## Abstammung
Konrad von der Mark wurde als dritter Sohn des Grafen Eberhard I. von der Mark († 1308) und seiner Gattin Irmgard von Berg (* ca. 1255; † 24. März 1294) in den Jahren zwischen 1291 und 1294 geboren. Über sein genaues Geburtsjahr existieren unterschiedliche Angaben. Sein ältester Bruder war Engelbert II. von der Mark († 18. Juli 1328). Er war Graf von der Mark und später durch Eheschließung Graf von Aremberg; sein zweitältester Bruder war Adolf II. von der Mark (* August 1288; † 3. November 1344), späterer Fürstbischof von Lüttich.

## Leben
Gemäß der Märkischen Familientradition hatte sein ältester Bruder Engelbert das ungeteilte Familienerbe zu übernehmen. Adolf und Konrad wandten sich, für diese Zeit und aufgrund ihrer herrschaftlichen Abstammung nicht unüblich, dem kirchlichen Stand zu. Einige Stationen aus Konrads kirchlichem Werdegang:
- Kanoniker an St. Gereon (Köln)
- Propst an der Kollegiatkirche zu Tongern (Provinz Limburg)
- Dompropst in Münster

Seine kirchliche Laufbahn hatte eine kontinuierliche Entwicklung genommen, die Ernennung zum Bischof schien nur eine Frage der Zeit, zu der es nicht kommen sollte. 1326 gab Konrad überraschend alle kirchlichen Ämter auf. Seine gut dotierten Pfründen wurden ihm am 4. Juni 1326 entzogen. Als Grund für seine Resignation wird die beabsichtigte Eheschließung mit Elisabeth von Kleve angesehen. Elisabeth von Kleve († 21. März 1361), spätere Äbtissin des Klosters Clarenberg, war in erster Ehe mit Wilhelm von Brederode († 1316) verheiratet gewesen. Da zwischen Konrad und Elisabeth ein Verwandtschaftsverhältnis 4. Grades bestand, bedurfte ihre Eheschließung einer päpstlichen Genehmigung (Dispens), welche erst nach der Eheschließung beantragt, aber dennoch von päpstlicher Seite erteilt wurde.
Da Konrad nach Niederlegung seiner kirchlichen Ämter ohne Einkommen war, übertrug ihm seine Familie die Herrschaft Hörde. Zu dieser Zeit war sein Bruder Adolf in kriegerische Auseinandersetzungen mit einigen aufrührerischen Städten innerhalb seines Fürstentums verwickelt. Konrad reiste daher nach Lüttich, um Adolf bei den Kriegshandlungen beizustehen. Für das Kriegshandwerk zeigte er großes Talent. Am 27. Mai 1328 wurde Konrad zum Ritter geschlagen und er errang am 2. Juni 1328 einen wichtigen Sieg über Sint-Truiden. Um 1335 verließ Konrad Lüttich und reiste zurück nach Westfalen. In den nächsten Jahren reifte in Konrad und seiner Frau der Wille, auf ihrem Besitztum in Hörde ein Kloster zu errichten, um es dem Klarissenorden zu stiften. Das Kloster sollte 40 Nonnen beherbergen und wirtschaftlich unabhängig sein. Nachdem sein Vorhaben von päpstlicher Seite, Papst Benedikt XII. (* um 1285; † 25. April 1342), geprüft und genehmigt war, erfolgte die Grundsteinlegung Anfang Mai 1339 im Beisein seines Bruders Adolf, des Bischofs von Lüttich. Nach etwa zweieinhalb Jahren Bauzeit wurde das Kloster am 30. September 1341 eingeweiht. In den Folgejahren erwarb er einige Ländereien, welche in die Stiftung eingebracht wurden. Der letzte Schritt in seinem Leben war die Trennung von seiner Frau. Konrad trat dem Minoritenorden in Dortmund als Novize bei, Elisabeth dem Klarissenorden in dem neugegründeten Kloster Clarenberg und wurde kurze Zeit nach ihrem Eintritt Äbtissin des Klosters. Neun Jahre später, am 14. März 1353, starb Konrad. Elisabeth überlebte ihn um acht Jahre und starb am 21. März 1361. Beide wurden im Kloster Clarenberg beigesetzt; die genaue Lage ihrer Gräber ist nicht bekannt.